# Scolopia montana
Scolopia montana är en videväxtart som beskrevs av Herman Otto Sleumer. Scolopia montana ingår i släktet Scolopia och familjen videväxter. Inga underarter finns listade i Catalogue of Life.